# Sprokkelaar
De sprokkelaar (Anumbius annumbi) is een zangvogel uit de familie Furnariidae (ovenvogels).

## Verspreiding en leefgebied
Deze soort komt voor op de savannen van Paraguay tot zuidelijk Brazilië, Uruguay en centraal Argentinië.

## Status
De grootte van de populatie is niet gekwantificeerd maar de soort wordt omschreven als vrij algemeen. Op de Rode lijst van de IUCN heeft deze soort de status niet bedreigd.

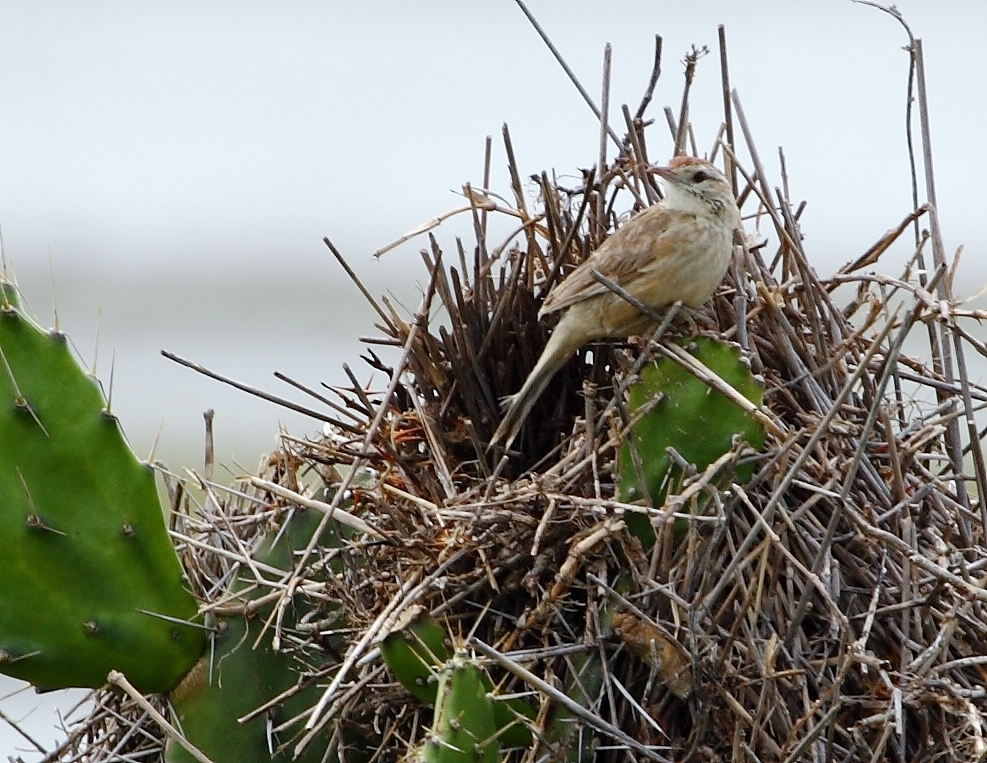
Een sprokkelaar op zijn nest in een cactus in Tavares